# Skradzione oczy
Skradzione oczy (bułg. Откраднати очи) – bułgarsko-turecki film fabularny z 2005 roku w reżyserii Radosława Spasowa.

## Opis fabuły
Akcja filmu rozgrywa się w roku 1984. Władze komunistyczne zmuszają turecką mniejszość w Rodopach do przyjęcia nowych, bułgarskich nazwisk, zakazując używania języka tureckiego i noszenia bułgarskich strojów. Bohaterami filmu są: Ajten, bułgarska Turczynka i bułgarski żołnierz Iwan. Z uwagi na doskonałą pamięć wzrokową Iwan otrzymuje rozkaz nadzorowania pieczęci, wykorzystywanych do nowych dokumentów identyfikacyjnych. Ajten, przy pomocy wykradzionego ze szkoły granatu próbuje wykraść pieczęcie. W tych okolicznościach spotykają się po raz pierwszy.
Podczas akcji bułgarskiego wojska, które tłumi protest Turków, córka Ajten zostaje rozjechana przez transporter opancerzony. Wkrótce potem decyzją władz zostaje zniszczony cmentarz muzułmański, przestaje istnieć także grób córki Ajten. Iwan, który prowadził pojazd i Ajten trafiają do tego samego szpitala psychiatrycznego. W szpitalu Iwan ciągle rysuje obrazy, na których są oczy Ajten. Kiedy ją spotyka, ta, nadal pogrążona w rozpaczy nie chce z nim rozmawiać. Wieś, do której powraca Ajten po wyjściu ze szpitala opustoszała - większość mieszkańców wyjechała do Turcji, w domu pozostał tylko jej dziadek. Iwan odnajduje Ajten w jej rodzinnej wsi i wyznaje jej swoje uczucia.

## Obsada
- Weseła Kazakowa jako Ajten / Anna
- Waleri Jordanow jako Iwan
- Nejat Isler jako brat Ajten
- Icchak Finzi jako dziadek
- Iliana Kitanowa jako lekarka
- Stojan Aleksijew jako funkcjonariusz służb specjalnych
- Maria Kawardżikowa jako Walia "kosmonautka"
- Djoko Rosić jako karczmarz
- Dejan Donkow jako oficer wojsk wewnętrznych
- Maria Statułowa jako chłopka
- Rangeł Wyłczanow
- Anani Jawaszew

## Nagrody
- 2005: MFF w Moskwie -
  - Złoty Święty Jerzy dla reżysera filmu
  - Srebrny Święty Jerzy dla Weseły Kazakowej w kategorii najlepsza rola żeńska
- 2005: Międzynarodowy Festiwal Filmowy w Sofii - nagroda w kategorii Najlepszy Pełnometrażowy Film Bułgarski
- 2007: Würzburg International Filmweekend 2007 - nagroda publiczności

W 2005 film został zgłoszony jako bułgarski kandydat do nagrody Amerykańskiej Akademii Filmowej w kategorii najlepszego filmu nieanglojęzycznego, ale nie uzyskał nominacji.